# Metal Knight
Metal Knight: Mission - Terminate Resistance è un videogioco strategico in tempo reale a tema sci-fi creato dalla Object Software nel marzo 1998. In Occidente è stato pubblicato esclusivamente negli USA e in Italia (con il titolo Cavaliere d'acciaio) da Microforum nel 1999.

## Trama[3]
Nel trentaduesimo secolo Adonia è un pianeta di dimensioni simili alla Terra, colonizzato dall'umanità da oltre un secolo e retto da una spietato governo di stampo dittatoriale. L'attuale governatore è Sir Crigger Anderson, un uomo crudele di origine terrestre al potere da ben 32 anni. L'uomo decide di annettere un vicino pianeta per impossessarsi delle risorse naturali, ma la decisione provoca l'immediata reazione dei governi terrestri che inviano una spedizione militare intergalattica (le Earth Union Defense Army, "Forze di Difesa dell'Unione Terrestre"), e di alcuni capi militari che pianificano un colpo di Stato (Fire Hawk Corps) guidati dal colonnello nativo Scott White, che ottiene il controllo militare di oltre un terzo del pianeta.
Il governatore Anderson passa in rassegna le regioni rimastegli fedeli e, rompendo con la Terra ed i ribelli, scatenerà una feroce guerra contro le forze ostili.

## Modalità di gioco
Metal Knight è un RTS con elementi gestionali. Scopo della campagna è quello di conquistare le regioni del pianeta Adonia con una delle tre fazioni Fire Hawk Corps, Empire of Adonia o Earth Union Defense Army. Ogni fazione ha a disposizione armi diverse, pur mantenendo similitudini l'un l'altra.
Le unità del gioco (tutti robot meccanici) sono liberamente assemblabili dal giocatore in ogni loro singola componente, ottenendo unità completamente personalizzabili in forza, resistenza e velocità. Le componenti personalizzabili sono l'apparato di movimento ("Mobile"), l'esoscheletro ("Armor") e l'arma ("Weapon"), ognuna con peso e limite di carico variabili. Le armi e l'esoscheletro influiscono sull'incisività in battaglia del modello, mentre gli apparati di movimento regolano la velocità. L'assemblaggio del modello permette quindi di rendere disponibile una stessa arma sia per un lento mecha antropomorfo che per un veloce mezzo su ruote, contando il limite di peso sostenibile (che deve essere ovviamente proporzionato alla capacità di carico dell'esoscheletro costretto a sorreggerlo) ed influisce sulla rapidità nei movimenti, ed all'aumento dell'efficacia del modello aumenterà il suo costo unitario. Tra le armi disponibili nel gioco vi sono vari tipi di mitragliatori, cannoni, lanciarazzi, armi laser e lanciafiamme, mentre gli apparati di movimento vanno da leggeri e veloci cingolati e chassis su ruote, fino a lenti mecha con gambe o a ragno dall'alta capacità di carico.
Le strutture sono liberamente edificabili da particolari unità -assemblabili come normali unità da combattimento- equipaggiate con un'"arma" inoffensiva denominata FATSO. La velocità di costruzione dipende dalla vicinanza al proprio quartier generale ed al numero di FATSO impiegati, inoltre è possibile solo fintanto che almeno un proprio quartier generale sia ancora in piedi. Gli edifici sono dotati di autoriparazione dei danni subìti, e possono essere demoliti per ottenere subito parte del denaro speso nella costruzione. Le strutture disponibili sono fabbriche di robot e centri di ricerca, torrette armate, radar per rivelare porzioni di mappa, centrali elettriche per fornire energia e quartier generali che permettono la costruzione di tutte le altre strutture. 
La risorsa primaria del gioco è il denaro, ottenibile mantenendo il controllo sugli insediamenti sparsi nel terreno di gioco. Gli insediamenti possono essere conquistati all'istante introducendo un'unità al suo interno, e possono essere evoluti -pagando una quota in denaro- per aumentare la quantità di denaro erogabile al secondo. L'altra importante risorsa del gioco è l'energia, fornita da strutture apposite edificabili dai FATSO.
La libertà di personalizzazione di ogni singolo modello può permettere la creazione di oltre 50 unità diverse disponibili per ogni fazione.

## Distribuzione ed accoglienza
Il gioco venne pubblicato esclusivamente nella madrepatria Cina ed in Taiwan nel 1998, l'anno dopo esclusivamente negli USA e in Italia. In occidente il gioco soffrì per la competizione con Command & Conquer e StarCraft, pubblicati nello stesso periodo.
In Cina fu un successo commerciale vendendo oltre 300000 copie, e ricevette elogi da parte delle riviste cinesi Popsoft e Play.